# Otto Grünmandl
Otto Grünmandl (* 4. Mai 1924 in Hall in Tirol; † 3. März 2000 ebenda) war ein österreichischer Kabarettist, Volksschauspieler und Schriftsteller.

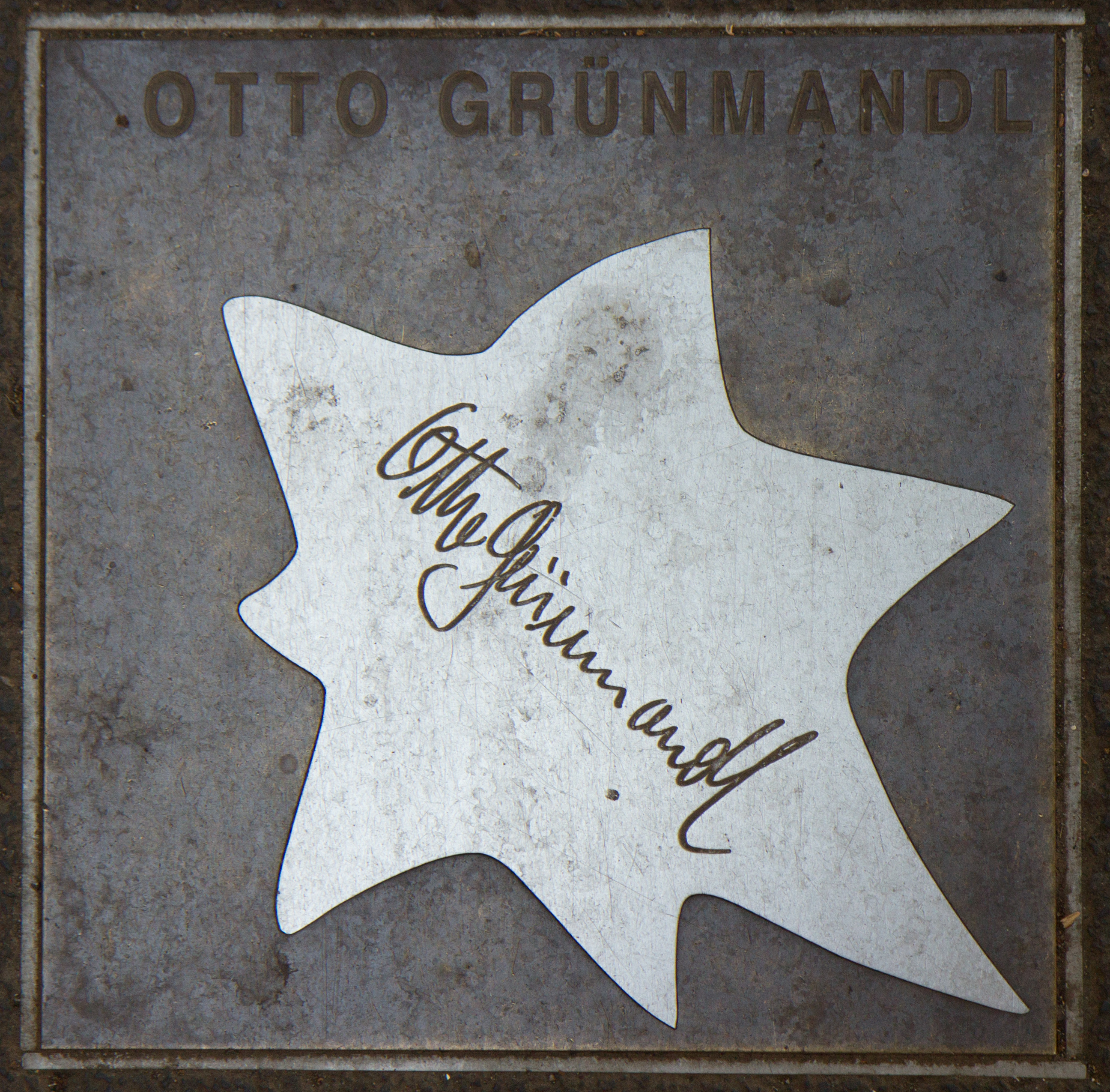
Sterne der Satire von Otto Grünmandl in Mainz

## Leben
Otto Grünmandls Vater Alfred, Jude aus Ungarisch Brod in Ostmähren, übersiedelte Anfang des 20. Jahrhunderts nach Hall in Tirol und gründete hier mit seinem Bruder 1907 ein Textilgeschäft (1938 durch die Nationalsozialisten enteignet, 1948 zurückerhalten). Ottos Mutter Christine stammte aus Niederösterreich und kam als Hausangestellte nach Tirol. Otto war das dritte von vier Kindern des Paares. Nur Ottos ältere Schwester konnte vor Beginn des Zweiten Weltkrieges nach England emigrieren. Helfer in Hall ermöglichten Alfred Grünmandl, die NS-Zeit zu überleben. Otto Grünmandl schrieb 1973 darüber: „Am Beispiel meines Vaters lernte ich in dieser Zeit die Würde eines geächteten Mannes kennen und an dem meiner Mutter die Tapferkeit einer ängstlichen Frau.“
Otto Gründmandl begann das Studium der Elektrotechnik in Graz, brach es aber kurz nach Beginn wieder ab. Jahre danach  kommentierte er dies mit den Worten: „seither habe ich von der Elektrotechnik wenig Ahnung, aber das fundiert.“ Später arbeitete er im familiären Unternehmen als Textilkaufmann in der Beschaffung und Buchhaltung, bevor er sich Mitte der 1960er-Jahre als freier Schriftsteller der Kunst zuwandte. Vor allem Hörspiele führten ihn in das ORF-Landesstudio Tirol, wo er von 1972 bis 1981 die Unterhaltungsabteilung leitete, bevor er als freier Autor, Schauspieler und Kabarettist wirkte. Sein erstes Soloprogramm hieß „Der Einmannstammtisch“ (1976).
Durch die „Alpenländischen Interviews“, die er mit Theo Peer führte, wurde er überregional bekannt. Die Interviews wurden monatelang in Ö3 gesendet, es folgten das „Alpenländische Inspektoren-Inspektorat“, „Olympische Interviews“, „Alpenländische Erfindungen“.
In den 1990er Jahren spielte er auch in mehreren Produktionen der Münchner Kammerspiele, oft an der Seite von Gerhard Polt, mit dem er befreundet war.
Otto Grünmandl war ein Meister des höheren Blödsinns, sein irrationaler Humor erinnerte an Karl Valentin. Zugleich war Grünmandl zeit seines Lebens auch als Schriftsteller tätig. U. a. veröffentlichte er 1970 den Roman „Das Ministerium der Sprichwörter“.
Er war Gründungsmitglied im P.E.N.-Club Liechtenstein und von 1961 bis 1998 Mitglied der Freimaurerloge Zu den 3 Bergen.
Sein Nachlass befindet sich im Forschungsinstitut Brenner-Archiv.

## Auszeichnungen
Das Land Tirol vergibt seit 2010 den Otto-Grünmandl-Literaturpreis.
- 1969 Österreichischer Förderungspreis für Literatur für das Hörspiel Rochade
- 1978 Deutscher Kleinkunstpreis für den szenischen Monolog Ich heiße nicht Oblomow
- 1992 Deutscher Kleinkunstpreis für Kleinkunst
- 1992 Tiroler Landespreis für Kunst
- 6. Stern im Walk of Fame des Kabaretts

## Filmografie (Auswahl)
- 1981: Der Gerichtsvollzieher (Fernsehserie)
- 1983: Kottan ermittelt – Mabuse kehrt zurück
- 1987: Herz mit Löffel
- 1987–1988 Waldhaus (Fernsehserie) (18 Episoden)
- 1989: Warum Neger schwarz?
- 1990: Der Fahnder – Comeback
- 1991: Ein Schloß am Wörthersee – Doppeltes Spiel
- 1992: Herr Ober!
- 1992: Langer Samstag
- 1993: Prinzenbad
- 1993: Meine kleine Welt
- 1993: SOKO 5113 – Waldesruh
- 1994: 71 Fragmente einer Chronologie des Zufalls
- 1994: Morula
- 1995: Transatlantis
- 1995: Tatort – Im Herzen Eiszeit
- 1995: My Mother’s Courage
- 1996: Die Kommissarin – Rabennest
- 1996: Der schönste Tag im Leben
- 1996: Bruder Esel (2 Episoden)
- 1997: Das Schloß
- 1997: Qualtingers Wien
- 1998: Die Neue – Eine Frau mit Kaliber – Brennendes Geheimnis
- 2000: Die Verbrechen des Professor Capellari – Das Traumhaus

## Werke
- Ein Gefangner. Novelle. Bergland-Buch, Wien 1956.
- Rochade. Spiel in einem Akt. Universal Edition, Wien 1968.
- Das Ministerium für Sprichwörter. Roman. Fischer, Frankfurt/Main 1970
- Berge denken anders. Alpenländische Erfindungen. Feiertagsgespäche und andere Besinnlichkeiten. Alpenländische Almhütten, Aspekte oder AAA. Europa Verlag, Wien 1973.
- Es leuchtet die Ferne... Ein satirischer Reisebericht. Langen/Müller, München/Wien 1985.
- Robinson, Freitag und das Krokodil. Satiren. Langen/Müller, München/Wien 1986.
- Hinter den Jahren. Prosa und Gedichte. Haymon, Innsbruck 2000.
- Ein Gefangener. Werkausgabe Band 1: Kurzprosa und Gedichte. Herausgegeben und mit einem Nachwort von Maria Piok und Ulrike Tanzer. Haymonverlag, Innsbruck-Wien 2019, ISBN 978-3-7099-3460-9.
- Das Ministerium für Sprichwörter. Werkausgabe Band 2: Romane. Herausgegeben von Maria Piok und Ulrike Tanzer. Haymonverlag, Innsbruck-Wien 2020, ISBN 978-3-7099-8115-3.
- Der Einmannstammtisch. Werkausgabe Band 3: Bühnenstücke. Herausgegeben von Maria Piok und Ulrike Tanzer. Haymonverlag, Innsbruck-Wien 2024, ISBN 978-3-7099-8167-2.

## Programme
- Alpenländische Interviews, 1970.
- Der Einmannstammtisch, 1976 (Steirischer Herbst)
- Ich heiße nicht Oblomow, 1978.
- Ich bin ein wilder Papagei, 1981.
- Ein Fußbad im schwarzen Meer, 1985.
- Politisch bin ich vielleicht ein Trottel, aber privat kenn’ ich mich aus, 1987.
- Ich komme aus der Wirtschaft
- Ich bin der Kaiser Nero 1989.
- Kreisverkehr, 1992.
- Alpenländische Erfindungen, 1993.
- The Mountain Singers, 1997.
- Nonsens-Inventur im Nonseum Herrnbaumgarten (Film)[4]

## Tonträger
- Das alpenländische Interview (mit Theo Peer), EMI Columbia 2 E 052-33 074 (LP)
- Alpenländische Erfindungen (mit Theo Peer), Preiser SPR 9991 (LP)
- So mancher hat’s nicht leicht im Leben (mit Theo Peer), Werbesingle des „Gemeinschaftsdienst der Boden- und Kommunalkreditinstitute“
- Die ganze Welt und überhaupt (mit Gerhard Polt), Kein & Aber, ISBN 3-0369-1106-5.